# Diego Gómez (calciatore 1972)
Diego Fernando Gómez Hurtado (Cali, 29 marzo 1972) è un ex calciatore colombiano, di ruolo portiere.

## Caratteristiche tecniche
Gioca come portiere, sebbene avesse iniziato la carriera come terzino sinistro.

## Carriera

### Club
Iniziò come difensore nell'América, salvo poi andare a ricoprire il ruolo di portiere. Difendendo i pali della squadra di Cali ha vinto due titoli nazionali, di cui quello 1996-1997 da titolare, e la Coppa Merconorte nel 1999: ha anche segnato tre reti nel corso della sua carriera, tutte con la maglia del Deportivo Pasto nella stagione 2000. Con il Deportes Tolima ha vinto anche il Torneo Finalización 2003, l'unico titolo della squadra di Ibagué. A causa della concorrenza di Carlos Barahona per il posto da titolare si era ritirato nel 2007, ma ha poi firmato un nuovo contratto con l'América de Cali nel dicembre 2009, tornando così al calcio giocato dopo due anni di inattività.

### Nazionale
Ha giocato con la selezione Under-23 della Colombia, ed ha successivamente ottenuto quattro presenze in Nazionale maggiore, due nel 2000 e altrettante nel 2002.

## Palmarès

### Club

#### Competizioni nazionali
- Campionato colombiano: 3

América de Cali: 1992, 1996-1997
Deportes Tolima: 2003-F

#### Competizioni internazionali
- Coppa Merconorte: 1

América de Cali: 1999